# Fort Morgan
Fort Morgan is een plaats (city) in de Amerikaanse staat Colorado, en valt bestuurlijk gezien onder Morgan County.

## Demografie
Bij de volkstelling in 2000 werd het aantal inwoners vastgesteld op 11.034.
In 2006 is het aantal inwoners door het United States Census Bureau geschat op 10.807, een daling van 227 (-2.1%).

## Geografie
Volgens het United States Census Bureau beslaat de plaats een oppervlakte van
11,8 km², waarvan 11,6 km² land en 0,2 km² water. Fort Morgan ligt op ongeveer 1323 m boven zeeniveau.

## Plaatsen in de nabije omgeving
De onderstaande figuur toont nabijgelegen plaatsen in een straal van 40 km rond Fort Morgan.